# Des deux l'une est l'autre
Des deux l'une est l'autre è il primo album in studio del gruppo musicale francese Hypno5e, pubblicato nel gennaio 2007 dalla Customcore Records e dalla Season of Mist.

## Descrizione
Sei dei dieci brani presenti all'interno di questo disco furono originariamente incisi e pubblicati l'anno prima all'interno dell'EP Manuscrit côté MS408. Dal punto di vista musicale il gruppo ha sperimentato con svariati generi, integrando elementi death metal, hardcore punk, rock progressivo, musica d'ambiente ed elettronica; il brano Daybreak at Slaughterhouse presenta invece sonorità tipicamente math rock e djent ma caratterizzato da elementi elettronici, con la critica specializzata che ha ritenuto essere il risultato di influenze tratte dai lavori di The Dillinger Escape Plan, Meshuggah e Brian Eno.
Il 20 dicembre 2017 Des deux l'une est l'autre è stato ripubblicato su CD in tiratura limitata a 500 copie.

## Tracce
Testi di Emmanuel Jessua, eccetto dove indicato, musiche di Hypno5e.
1. Maintained Relevance of Destruction Part I – 7:23
2. Maintained Relevance of Destruction Part II (feat. Ilène G.) – 4:31
3. Daybreak at Slaughter-House – 9:40
4. H492053 – 5:42
5. The Hole (feat. Milka) – 10:01 (testo: Thierry Jessua)
6. Scarlet Fever – 11:41
7. Tutuguri – 8:14 (testo: Antonin Artaud)
8. Naked Lunch I – 11:43
9. Naked Lunch II – 2:31
10. Remords posthumes – 2:13

## Formazione
Hanno partecipato alle registrazioni, secondo le note di copertina:
Gruppo
- Emmanuel Jessua – voce, chitarra, pianoforte, programmazione, arrangiamento
- Thibault Lamy – batteria, programmazione, arrangiamento
- Jeremie Lautier – chitarra, arrangiamento
- Gredin – basso, arrangiamento

Altri musicisti
- Ilène Grange – voce (traccia 2)
- William Albors – spoken word (traccia 3)
- Milka – voce (traccia 5)

Produzione
- Emmanuel Jessua – produzione
- Benoît Pouzol – registrazione chitarra, basso, voce e programmazione
- Bertrand Homassel – registrazione batteria
- Brett Caldas-Lima – missaggio, mastering